# Liste der Baudenkmäler in Bottrop
Die Liste der Baudenkmäler in Bottrop enthält die denkmalgeschützten Bauwerke auf dem Gebiet der Stadt Bottrop in Nordrhein-Westfalen (Stand: 1. Januar 2021). Diese Baudenkmäler sind in der Denkmalliste der Stadt Bottrop eingetragen; Grundlage für die Aufnahme ist das Denkmalschutzgesetz Nordrhein-Westfalen (DSchG NRW).

## Liste der Baudenkmäler
| Bild                                                     | Bezeichnung                                                                         | Lage                                               | Beschreibung | Bauzeit                             | Eingetragen seit        | Denkmal- nummer |
| -------------------------------------------------------- | ----------------------------------------------------------------------------------- | -------------------------------------------------- | --- | ----------------------------------- | ----------------------- | --------------- |
| weitere Bilder                                           | Wasserschloss Haus Beck                                                             | Kirchhellen-Feldhausen Am Dornbusch 39 Karte       | | 1766–1777                           | 24.07.1984              | 1 111           |
| Katholische Pfarrkirche St. Joseph                       | Katholische Pfarrkirche St. Joseph                                                  | Batenbrock Förenkamp 23 Karte                      | (teilweise auch St. Josef geschrieben) Architekt: Josef Franke; Glockengeschoss und Helm des Turms in den 1920er Jahren durch einen anderen Architekten | 1915–1919 1920er Jahre              | 16.12.1983              | 2               |
| Katholische Pfarrkirche Mariä Himmelfahrt                | Katholische Pfarrkirche Mariä Himmelfahrt                                           | Kirchhellen-Feldhausen Kapellenstraße 46 Karte     | | um 1485 1950–1951                   | 16.12.1983              | 3               |
| weitere Bilder                                           | Katholische Propsteikirche St. Cyriakus                                             | Kirchplatz 1 Karte                                 | | 1860–1862                           | 16.12.1983              | 4               |
| Kreuzkampkapelle                                         | Kreuzkampkapelle                                                                    | Gladbecker Straße 40 Karte                         | Architekt: Wilhelm Rincklake; ehemalige neugotische Kapelle des mittlerweile abgerissenen Marienhospitals, seit 1982 im Besitz der Alt-Katholischen Gemeinde | 1880                                | 16.12.1983              | 5               |
| Libori-Kapelle                                           | Libori-Kapelle                                                                      | Kirchhellen-Feldhausen Lippweg / Liboriweg Karte   | Architekt: Johann Conrad Schlaun | 1751                                | 24.02.1984              | 6               |
| Villa Münstermann                                        | Villa Münstermann                                                                   | Stadtmitte Schützenstraße 11 Karte                 | |                                     | 29.06.1984              | 7               |
| Direktorenvilla                                          | Direktorenvilla                                                                     | Essener Straße 237 Karte                           | |                                     | 29.11.1985              | 8               |
| Lagerhaus                                                | Lagerhaus                                                                           | Kirchhellen Horsthofstraße 63 Karte                | |                                     | 17.01.1985              | 11              |
| Vietormühle                                              | Vietormühle                                                                         | Gladbecker Straße 21 a Karte                       | Mühlenstumpf Vietors Mühle | 1821                                | 09.07.1986              | 12              |
| weitere Bilder                                           | Overbeckshof                                                                        | Im Stadtgarten 26 Karte                            | |                                     | 25.11.1986 15.04.2009 1 | 13              |
| weitere Bilder                                           | Stadtgarten Bottrop                                                                 | Im Stadtgarten u. a. Karte                         | | 1921                                | 24.11.1986              | 14              |
| weitere Bilder                                           | Alte Apotheke                                                                       | Hochstraße 32 Karte                                | |                                     | 10.06.1987              | 16              |
| weitere Bilder                                           | ehemalige Schachtanlage Arenberg-Fortsetzung: Tagesbauten                           | Horster Straße Karte                               | bestehend aus Lohnhalle, Waschkaue, Alter Schmiede (Schlosserei), Maschinenhaus, Lokschuppen und Torhaus |                                     | 28.09.1987              | 17              |
| Amtsgericht                                              | Amtsgericht                                                                         | Gerichtsstraße 24, 26 Karte                        | |                                     | 12.01.1988              | 18              |
| ehemalige Polizeiwache                                   | ehemalige Polizeiwache                                                              | Droste-Hülshoff-Platz 5 Karte                      | |                                     | 12.01.1988              | 19              |
| Villa Dickmann                                           | Villa Dickmann                                                                      | Bogenstraße 40 Karte                               | | 1901–1903                           | 21.01.1988              | 20              |
| Haus Schlangenholt                                       | Haus Schlangenholt                                                                  | Am Schlangenholt 109 Karte                         | |                                     | 06.07.1988              | 22              |
| Gebäude                                                  | Gebäude                                                                             | Gerichtsstraße 3 Karte                             | Wohnhaus für den Arzt Hermann Mertens; Architekt: Josef Franke | 1928–1930                           | 06.07.1988              | 23              |
| weitere Bilder                                           | Rathausgebäude                                                                      | Ernst-Wilczok-Platz 1 Karte                        | | 1914–1916                           | 29.04.1988              | 24              |
| ehemaliges Finanzamt                                     | ehemaliges Finanzamt                                                                | Luise-Hensel-Straße 1 Karte                        | |                                     | 05.05.1988              | 25              |
| ehemaliges Lyzeum Bottrop                                | ehemaliges Lyzeum Bottrop                                                           | Ernst-Wilczok-Platz 2 Karte                        | |                                     | 05.05.1988              | 26              |
| weitere Bilder                                           | Schachtanlage Prosper II: Malakowturm mit eingezogenem Strebengerüst über Schacht 2 | Knappenstraße 34 Karte                             | [ 5 ] | 1871–1875 (Turm) 1933–1934 (Gerüst) | 01.08.1988              | 27              |
| weitere Bilder                                           | Kirchengebäude Heilig Kreuz                                                         | Scharnhölzstraße 33 Karte                          | Architekt: Rudolf Schwarz | 1955–1957                           | 17.08.1988              | 28 Wikidata     |
| Teile der Anlage „Haus Hove“                             | Teile der Anlage „Haus Hove“                                                        | Haus-Hove-Straße 30 Karte                          | original erhalten von Haus Hove sind die mächtigen Mauern des Fundaments mit Schießscharten im Keller des Haupthauses und – bis es 1996 einstürzte – das Torhaus aus dem 15. Jahrhundert, von dem erhaltene Torbogenfragmente in eine 2004 fertiggestellte Rekonstruktion des barocken Torhauses integriert wurden |                                     | 02.11.1988              | 29              |
| ehemaliges Jungengymnasium                               | ehemaliges Jungengymnasium                                                          | Blumenstraße 12, 14 Karte                          | |                                     | 09.11.1988              | 31              |
| Turmschaft „Luggesmühle“                                 | Turmschaft „Luggesmühle“                                                            | An Luggesmühle 3 Karte                             | |                                     | 09.11.1988              | 32              |
| Gebäude der Städtischen Berufsschule                     | Gebäude der Städtischen Berufsschule                                                | An der Berufsschule 20 Karte                       | |                                     | 10.11.1988              | 33              |
| Bürgermeistervilla Kirchhellen                           | Bürgermeistervilla Kirchhellen                                                      | Bottroper Straße 4 Karte                           | Amtshaus I |                                     | 11.11.1988              | 34              |
| Wohngebäude                                              | Wohngebäude                                                                         | Osterfelder Straße 40 Karte                        | |                                     | 22.08.1989              | 35              |
| Wohngebäude                                              | Wohngebäude                                                                         | Osterfelder Straße 42 Karte                        | |                                     | 24.08.1989              | 36              |
| Wohngebäude                                              | Wohngebäude                                                                         | Osterfelder Straße 44 Karte                        | |                                     | 24.08.1989              | 37              |
| Wohngebäude                                              | Wohngebäude                                                                         | Osterfelder Straße 46 Karte                        | |                                     | 24.08.1989              | 38              |
| Gebäude                                                  | Gebäude                                                                             | Hochstraße 17 Karte                                | |                                     | 30.05.1990              | 39              |
| Gebäude                                                  | Gebäude                                                                             | Hochstraße 7 Karte                                 | |                                     | 30.05.1990              | 40              |
| weitere Bilder                                           | Empfangsgebäude Bahnhof Bottrop Nord                                                | Am Vorthbach 10 Karte                              | |                                     | 25.10.1990              | 41              |
| Wohn- und Geschäftshaus                                  | Wohn- und Geschäftshaus                                                             | Essener Straße 21 Karte                            | |                                     | 26.03.1991              | 42              |
| Anlage Haus Brabeck mit sichtbaren Gräften               | Anlage Haus Brabeck mit sichtbaren Gräften                                          | Brabecker Feld 29 Karte                            | |                                     | 15.04.1991 06.08.1992 1 | 43              |
| Hauptpostgebäude                                         | Hauptpostgebäude                                                                    | Berliner Platz 6 Karte                             | |                                     | 03.06.1991              | 44              |
| weitere Bilder                                           | Evangelische Martinskirche                                                          | Osterfelder Straße 11 Karte                        | | 1883                                | 11.06.1991              | 45              |
| Wohn- und Geschäftshaus                                  | Wohn- und Geschäftshaus                                                             | Kirchhellener Straße 1 / Gladbecker Straße 1 Karte | |                                     | 24.07.1991              | 46              |
| Mühlenstumpf                                             | Mühlenstumpf                                                                        | Sterkrader Straße 75 Karte                         | |                                     | 06.09.1991              | 47              |
| weitere Bilder                                           | Katholische Kirche St. Ludger                                                       | Fuhlenbrock Birkenstraße 75 Karte                  | Architekt: Josef Franke | 1927–1929                           | 06.09.1991              | 48 Wikidata     |
| Wohn- und Geschäftshaus                                  | Wohn- und Geschäftshaus                                                             | Altmarkt 2 Karte                                   | |                                     | 18.11.1991              | 49              |
| Wohnhaus                                                 | Wohnhaus                                                                            | Luise-Hensel-Straße 6 Karte                        | Wohnhaus für den Rechtsanwalt Josef Nuphaus (daher auch „Haus Nuphaus“ genannt); Architekt: Josef Franke | 1926–1927                           | 22.11.1991              | 50              |
| Wohn- und Geschäftshaus                                  | Wohn- und Geschäftshaus                                                             | Gladbecker Straße 1 a Karte                        | |                                     | 22.11.1991              | 51              |
| Wohn- und Geschäftshaus einschließlich Seitenflügel      | Wohn- und Geschäftshaus einschließlich Seitenflügel                                 | Gladbecker Straße 13 Karte                         | ⊙ | 1923                                | 21.11.1991              | 52              |
| Wohn- und Geschäftshaus                                  | Wohn- und Geschäftshaus                                                             | Altmarkt 3 Karte                                   | |                                     | 21.11.1991              | 53              |
| Wohn- und Geschäftshaus                                  | Wohn- und Geschäftshaus                                                             | Altmarkt 3 a / Kirchhellener Straße 2 Karte        | |                                     | 03.01.1992              | 54              |
| Fachwerkgaststätte                                       | Fachwerkgaststätte                                                                  | Hochstraße 15 Karte                                | |                                     | 13.04.1993              | 55              |
| Hofanlage                                                | Hofanlage                                                                           | Kirchhellen Repeler Weg 39 Karte                   | |                                     | 13.02.1992              | 56              |
| ehemaliges Bankgebäude                                   | ehemaliges Bankgebäude                                                              | Kirchhellener Straße 10 Karte                      | |                                     | 01.07.1992              | 57              |
| Arbeitsamt                                               | Arbeitsamt                                                                          | Gerichtsstraße 10 Karte                            | |                                     | 31.03.1992              | 58              |
| ehemalige Schachtanlage Prosper III: Torhäuser und Mauer | ehemalige Schachtanlage Prosper III: Torhäuser und Mauer                            | Rheinstahlstraße Karte                             | ⊙ |                                     | 06.04.1992              | 59              |
| Kapp-Siedlung                                            | Kapp-Siedlung                                                                       | Gladbecker Straße Karte                            | Bergarbeitersiedlung – Hausnummern: 363–377, 368–378, 385–395, 388–426, 401–427 (jeweils gerade/ungerade) |                                     | 02.09.1992              | 60              |
| Hauptgebäude und Park des Jugend-Klosters Kirchhellen    | Hauptgebäude und Park des Jugend-Klosters Kirchhellen                               | Hauptstraße 90 Karte                               | ehemaliges Redemptoristenkloster auf dem Gelände des ehemaligen Horsthofes | 1923                                | 27.10.1992              | 61              |
| Jüdischer Friedhof                                       | Jüdischer Friedhof                                                                  | An der Landwehr Karte                              | |                                     | 01.12.1992              | 62              |
| Villengebäude                                            | Villengebäude                                                                       | Kaplan-Xanten-Straße 6 Karte                       | |                                     | 22.06.1993              | 63              |
| Wohngebäude                                              | Wohngebäude                                                                         | Gerichtsstraße 5 Karte                             | Wohnhaus für den Arzt Gustav Sproedt; Architekt: Josef Franke | 1921–1922                           | 02.09.1993              | 64              |
| Wohngebäude                                              | Wohngebäude                                                                         | Gerichtsstraße 7 Karte                             | |                                     | 01.09.1993              | 65              |
| Fachwerkhaus                                             | Fachwerkhaus                                                                        | Oberhofstraße 5 / Am Alten Kirchplatz 1 Karte      | |                                     | 18.10.1993              | 66              |
| Pastoratsgebäude                                         | Pastoratsgebäude                                                                    | Prosperstraße 32 Karte                             | |                                     | 19.10.1993              | 67              |
| weitere Bilder                                           | Katholische Pfarrkirche Herz Jesu                                                   | Brauerstraße 55 Karte                              | Architekt: Josef Franke | 1927–1929                           | 19.10.1993              | 68              |
| Katholische Kirche St. Michael                           | Katholische Kirche St. Michael                                                      | Glückaufstraße 5 Karte                             | Architekt: Josef Franke; mit einem Kirchenfenster von Josef Albers aus dem Jahr 1917 | 1912–1914                           | 19.10.1993              | 69              |
| Bildstock Nepomukstatue                                  | Bildstock Nepomukstatue                                                             | Randebrockstraße / Im Stadtgarten Karte            | Bildstock auf Postament |                                     | 05.11.1993              | 71              |
| weitere Bilder                                           | Katholische Pfarrkirche St. Johannes der Täufer                                     | Hauptstraße 11 a / An St. Johannes Karte           | |                                     | 04.11.1993              | 72              |
| Villengebäude                                            | Villengebäude                                                                       | Humboldtstraße 7 Karte                             | Wohnhaus für den Arzt Gustav Schipper; Architekt: Josef Franke | 1913                                | 28.03.1994              | 73              |
| Wohn- und Geschäftshaus                                  | Wohn- und Geschäftshaus                                                             | Am Alten Kirchplatz 13 Karte                       | |                                     | 04.02.1994              | 74              |
| Wohngebäude                                              | Wohngebäude                                                                         | Bogenstraße 19 Karte                               | |                                     | 24.05.1994              | 75              |
| Wohn- und Geschäftshaus                                  | Wohn- und Geschäftshaus                                                             | Essener Straße 67 Karte                            | |                                     | 23.08.1994              | 76              |
| Wohn- und Geschäftshaus                                  | Wohn- und Geschäftshaus                                                             | Essener Straße 69, 71 Karte                        | |                                     | 23.08.1994              | 77              |
| Wohn- und Geschäftshaus                                  | Wohn- und Geschäftshaus                                                             | Kirchhellener Straße 21 Karte                      | |                                     | 21.12.1994              | 78              |
| Missions-Paulushaus                                      | Missions-Paulushaus                                                                 | An Luggesmühle 13 Karte                            | |                                     | 30.01.1995              | 79              |
| Wohnhaus und Stallgebäude                                | Wohnhaus und Stallgebäude                                                           | Kapellenstraße 30 Karte                            | ⊙ |                                     | 31.01.1995              | 80              |
| Hofanlage                                                | Hofanlage                                                                           | Feldhausen Im Grund 30 Karte                       | |                                     | 30.01.1995              | 81              |
| Pestkreuz am Eigener Markt                               | Pestkreuz am Eigener Markt                                                          | Gladbecker Straße Karte                            | |                                     | 02.02.1995              | 82              |
| Bildstock „Hölschersches Wegkreuz“                       | Bildstock „Hölschersches Wegkreuz“                                                  | Heidenheck / Sterkrader Straße Karte               | |                                     | 02.02.1995              | 83              |
| Stadtvilla                                               | Stadtvilla                                                                          | Pfarrstraße 11 Karte                               | |                                     | 02.02.1995              | 84              |
| Bergarbeiterwohnhaus                                     | Bergarbeiterwohnhaus                                                                | Prosperstraße 169, 171 Karte                       | |                                     | 21.12.1995              | 85              |
| Bergarbeiterwohnhaus                                     | Bergarbeiterwohnhaus                                                                | Prosperstraße 173, 175 Karte                       | |                                     | 21.12.1995              | 86              |
| Wohngebäude                                              | Wohngebäude                                                                         | Hemmers-Pöhlken 24 Karte                           | |                                     | 17.09.1996              | 87              |
| Hofgebäude                                               | Hofgebäude                                                                          | Rentforter Straße 78 Karte                         | |                                     | 17.09.1996              | 88              |
| Wohngebäude                                              | Wohngebäude                                                                         | Roonstraße 21 Karte                                | |                                     | 04.06.1998              | 89              |
| Wohngebäude                                              | Wohngebäude                                                                         | Roonstraße 23 Karte                                | |                                     | 04.06.1998              | 90              |
| Wohngebäude                                              | Wohngebäude                                                                         | Maystraße 12 Karte                                 | |                                     | 18.08.1999              | 91              |
| weitere Bilder                                           | Katholische Liebfrauenkirche                                                        | Nordring 76 Karte                                  | |                                     | 01.08.2001              | 92              |
| Wohngebäude                                              | Wohngebäude                                                                         | Rheinbabenstraße 58, 60 Karte                      | |                                     | 24.09.2001              | 93              |
| Wohngebäude                                              | Wohngebäude                                                                         | Rheinbabenstraße 62, 64 Karte                      | |                                     | 21.09.2001              | 94              |
| Wohngebäude                                              | Wohngebäude                                                                         | Rheinbabenstraße 66, 68 Karte                      | |                                     | 21.09.2001              | 95              |
| Rheinbabenschule                                         | Rheinbabenschule                                                                    | Aegidistraße 183, 185 Karte                        | |                                     | 11.09.2001              | 96              |
| Siedlung                                                 | Siedlung                                                                            | Sydowstraße 3–37, 4–34 Karte                       | | 1936 1955 2                         | 29.05.2002              | 97              |
| weitere Bilder                                           | Museum Quadrat                                                                      | Im Stadtgarten 20 Karte                            | ⊙ | 1976–1983                           | 08.06.2006              | 98              |
| weitere Bilder                                           | Schachtanlage Prosper II: Waschkaue                                                 | Knappenstraße 36 Karte                             | |                                     | 22.09.2003              | 99              |
| BW                                                       | Schule                                                                              | In der Welheimer Mark 62 Karte                     | |                                     | 28.06.2004              | 100             |
| Wohngebäude                                              | Wohngebäude                                                                         | Kirchhellener Straße 30 Karte                      | |                                     | 06.08.2004              | 101             |
| Schreinerei, Haus und Werkstatt                          | Schreinerei, Haus und Werkstatt                                                     | Böckenhoffstraße 7, 7 a Karte                      | ⊙ |                                     | 12.04.2007              | 102             |
| Wohnhaus                                                 | Wohnhaus                                                                            | Randebrockstraße 17 Karte                          | |                                     | 16.04.2007              | 103             |
| Mühlenanlage Große Kraneburg                             | Mühlenanlage Große Kraneburg                                                        | Batenbrockstraße 145 Karte                         | |                                     | 11.04.2008              | 104             |
| weitere Bilder                                           | Kläranlage Bernemündung                                                             | Ebelstraße 25 a Karte                              | heute: BernePark | 1950–1952                           | 20.06.2008              | 105             |
| Konradschule                                             | Konradschule                                                                        | Fernewaldstraße 280 Karte                          | | 1952–1953                           | 10.12.2008              | 106             |
| Katholische Kirche St. Franziskus                        | Katholische Kirche St. Franziskus                                                   | Welheim An St. Franziskus 8 Karte                  | Architekt: Ernst Burghartz | 1961–1962                           | 27.03.2009              | 107             |
| Wohnhaus                                                 | Wohnhaus                                                                            | Neustraße 8 Karte                                  | |                                     | 15.12.2009              | 108             |
| Wohnhaus                                                 | Wohnhaus                                                                            | Randebrockstraße 1 b Karte                         | |                                     | 03.02.2011              | 109             |
| Kinderdorf „Am Köllnischen Wald“                         | Kinderdorf „Am Köllnischen Wald“                                                    | Fernewaldstraße 260, 262 Karte                     | umfasst ein Verwaltungs- und ein Wirtschaftsgebäude, ein Personalwohnhaus, fünf Gruppenhäuser sowie die Garten- und Grünanlagen | 1958                                | 07.09.2010              | 110             |
| Doppelwohnhaus                                           | Doppelwohnhaus                                                                      | Bergstraße 10, 12 Karte                            | |                                     | 26.10.2010              | 111             |
| Einfamilienwohnhaus                                      | Einfamilienwohnhaus                                                                 | Randebrockstraße 16 Karte                          | |                                     | 03.02.2011              | 112             |
| Wohnhaus                                                 | Wohnhaus                                                                            | Randebrockstraße 5 Karte                           | |                                     | 06.12.2011              | 113             |
| Wohnhaus                                                 | Wohnhaus                                                                            | Bogenstraße 34                                     | |                                     | 20.04.2012              | 114             |
| Trauerhalle auf dem Parkfriedhof                         | Trauerhalle auf dem Parkfriedhof                                                    | bei Hans-Böckler-Straße 115 Karte                  | |                                     | 23.06.2014              | 115             |
| Wohnhaus                                                 | Wohnhaus                                                                            | Velsenstraße 19 Karte                              | |                                     | 23.10.2014              | 116             |
| BW                                                       | Wohn- und Wirtschaftsgebäude                                                        | Dinslakener Str. 47/0 Karte                        | Hof Braukmann |                                     | 27.08.2015              | 117             |
| Badehaus Rheinbaben                                      | Badehaus Rheinbaben                                                                 | Rheinbabenstr Karte                                | |                                     | 29.08.2016              | 118             |
| Kriegerdenkmal Feldhausen                                | Kriegerdenkmal Feldhausen                                                           | Kapellenstr. Karte                                 | |                                     | 13.12.2016              | 119             |
| Villa                                                    | Villa                                                                               | Randebrockstraße 1 Karte                           | |                                     | 19.12.2016              | 120             |
| Verwaltungsgebäude (RAG)                                 | Verwaltungsgebäude (RAG)                                                            | Gleiwitzer Platz Karte                             | |                                     | 22.06.2018              | 121             |
| BW                                                       | Gedenkstätte für die Märzgefallenen                                                 | Westfriedhof, An der Landwehr Karte                | | 1922                                | 28.01.2019              | 122             |
|                                                          |                                                                                     | An der Berufsschule 16 Karte                       | |                                     | 19.12.2019              | 123             |

### Ehemalige Eintragungen
| Bild                            | Bezeichnung                                        | Lage                                                                                    | Beschreibung | Bauzeit | Eingetragen seit                               | Denkmal- nummer |
| ------------------------------- | -------------------------------------------------- | --------------------------------------------------------------------------------------- | ------------ | ------- | ---------------------------------------------- | --------------- |
|                                 | Schachtturm (Malakowturm) Schachtanlage Prosper II |                                                                                         |              |         | 14.12.1984 gelöscht am 01.08.1988 Siehe Nr. 27 | 9               |
|                                 | Strebengerüst Prosper II                           |                                                                                         |              |         | 25.05.1987 gelöscht am 01.08.1988 Siehe Nr. 27 | 15              |
|                                 | Luggesmühle                                        | Sterkrader Straße 33                                                                    |              |         | 21.01.1988 gelöscht am 09.11.1988              | 21              |
|                                 | Wohnkomplex der „GAGFAH“ Bottrop                   | An der Berufsschule 17, 19, Hans-Sachs-Platz 1 bis 3, 4 bis 6, Hans-Sachs-Straße 38, 46 |              |         | 08.11.1988 gelöscht am 17.11.1989              | 30              |
| Kreuzigungsgruppe Am Hagelkreuz | Kreuzigungsgruppe Am Hagelkreuz                    |                                                                                         |              |         | 04.11.1993 gelöscht am 02.09.1997              | 70              |

## Liste der Denkmalbereiche

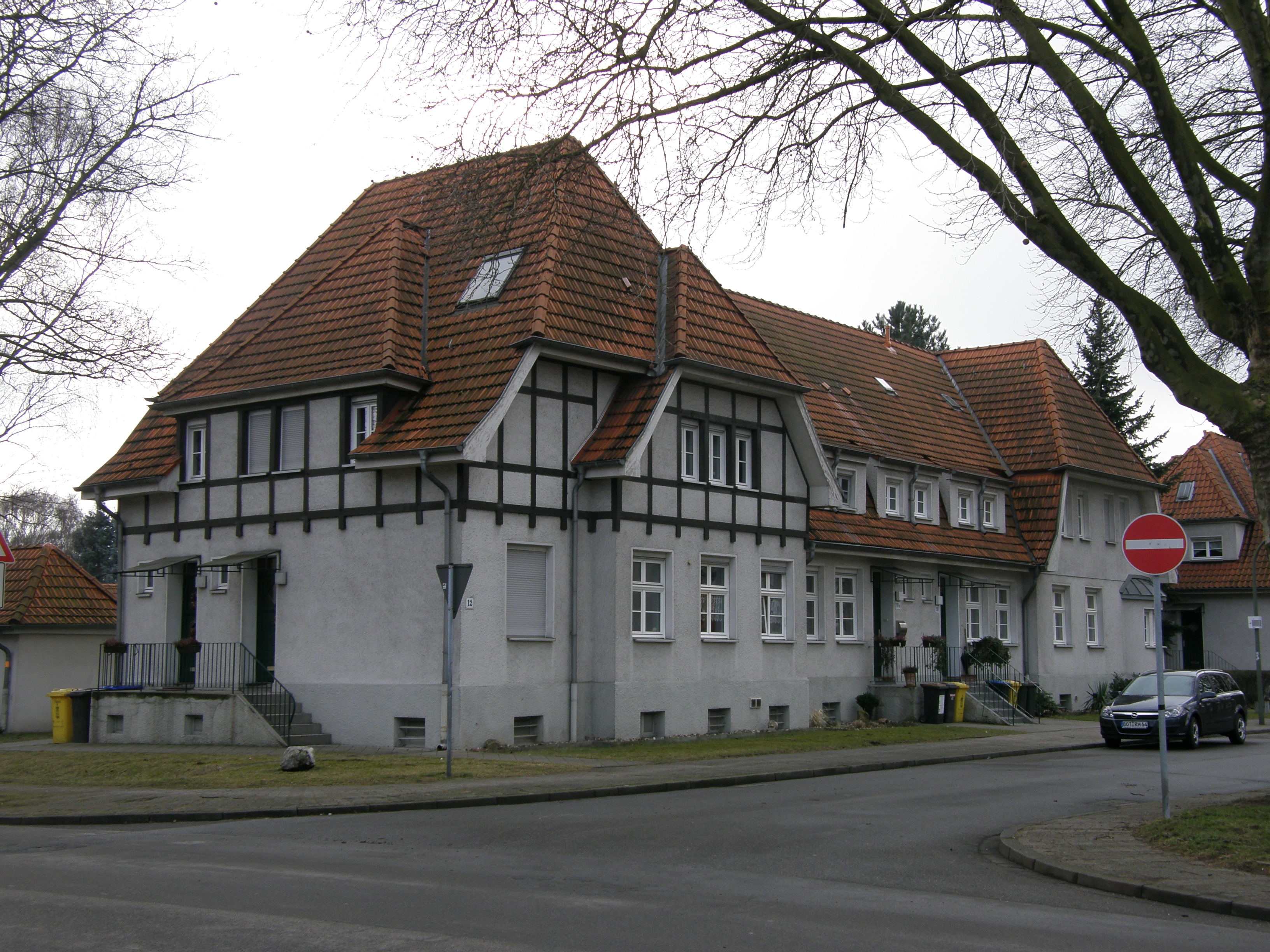
Wohnhaus in der Siedlung Welheim

- Bauerschaft Feldhausen (⊙)
- Beckstraße (⊙)
- Bergarbeitersiedlung Ebel (⊙)
- Boymannsheide (⊙)
- Randebrockstraße (⊙)
- Siedlung Rheinbaben: zwei Siedlungsbereiche
  - I. (Rheinbaben-, Lossen- und Beyrichstraße) und II. Bauabschnitt (Rheinbaben-, Graeff- und Taeglichsbeckstraße) (⊙)
  - östlich des Kirchschemmsbaches (Rheinbaben-, Velsen- und Nesselstraße) (⊙)
- Siedlung Rheinbaben (4. Baustufe) (⊙)
- Siedlung Welheim (⊙)